# Basler Generalstreik
Der Basler Generalstreik, auch Färberstreik genannt, war ein durch die damalige schlechte Wirtschaftslage ausgelöster Konflikt im August 1919 in der Schweizer Stadt Basel.

## Ursachen
Während des Ersten Weltkriegs litt die Basler Bevölkerung unter Reallohnverlusten. Ungefähr 30 % der Haushalte waren notstandsberechtigt und erhielten verbilligte Lebensmittel und Brennmaterialien. Neben einer hohen Arbeitslosigkeit kam es bei Teilen der Bevölkerung zu einer latenten Unterernährung. Besonders niedrige Löhne erhielten die Färber.

## Verlauf
Der Streik begann mit Protestaktionen der Färber von Clavel & Lindenmeyer, auf die mit Aussperrungen reagiert wurde. Eine Einigung kam nicht zustande, und der Streik weitete sich aus. Am 30. Juli 1919 riefen die Delegierten des Arbeiterbundes den Generalstreik aus, dem sich die Metall-, Chemie- und Staatsarbeiter anschlossen.
Die Kantonsregierung forderte Militär an, das am 1. August 1919 eintraf. Dieses fuhr mit Fahrzeugen zu den Volksansammlungen und wurde mit Steinen beworfen. Bei der Ansammlung am Claraplatz fielen Schüsse, wobei ein Demonstrant getötet wurde. Der Verstorbene wurde in die Klingenthal-Turnhalle überführt. Eine etwa 200 bis 300 Personen grosse Menschenmenge bildete den Leichenzug. Der Weg führte über das Gelände der Kaserne Basel, deren Tor durch einen Doppelposten bewacht wurde. Nach verbalen Auseinandersetzungen kam es zu Schüssen, bei denen drei Personen getötet wurden. Während des Generalstreiks gelangte auch die im Landesstreik gegründete Basler Bürgerwehr zum Einsatz.
Die Streikleitung rief anschliessend zur Meidung öffentlicher Plätze auf. Das Platzkommando untersagte das Erscheinen der Zeitung Basler Vorwärts und liess Gewerkschafter inhaftieren. Bereits am 5. August 1919 nahm ein beträchtlicher Teil der Streikenden die Arbeit wieder auf. Die Delegiertenversammlung des Arbeiterbundes beschloss am 8. August 1919 den Abbruch des Streiks.
Über die genaue Anzahl der Toten und Verletzten wie auch, wer hierfür die Verantwortung zu tragen hat, gehen die Meinungen auseinander. Die meisten Quellen gehen von insgesamt fünf Toten aus. Die Streikforderungen wurden im Wesentlichen nicht erfüllt (der Lohn wurde zwar um 10 % angehoben, was jedoch nicht einmal die Inflation ausglich), verschiedene Streikende wurden entlassen.